# Банне (Зав'яловський район)
Ба́нне (рос. Банное) — присілок в Зав'яловському районі Удмуртії, Росія.
Знаходиться при автошляху Іжевськ-Воткінськ, на північ від присілка Іюль Воткінського району. Через нього проходить дорога Іюль-Світле-Воткінськ. На річці створено став.

## Населення
Населення — 301 особа (2010; 273 в 2002).
Національний склад станом на 2002 рік:
- удмурти — 53 %
- росіяни — 44 %

## Історія
До 1987 року присілок знаходилось в складі Іюльської сільської ради Воткінського району. З утворенням селища Італмас та Італмасовської сільської ради, присілок було передано в її склад.

## Урбаноніми[3]
- вулиці — імені Азіна, Підлісна, Польова